# Signe Bratt
Signe Katarina Bratt, född Jolin den 3 november 1887 i Kungsholms församling, Stockholm, död den 14 oktober 1954 i Johannebergs församling, Göteborg, var en svensk konstnär och översättare.
Hon var dotter till professor Severin Jolin och Julia Carlsson samt gift med läkaren Iwan Bratt. Hon studerade konst för sin bror Einar Jolin samt under studieresor till utlandet. Hennes konst består av blomsterstilleben, porträtt, modellfigurer, interiörer med barn och skira vårlandskap. Som översättare har hon från tyska översatt några böcker av Sigmund Freud och Georg Groddeck. Makarna Bratt är begravda på Landskyrkogården i Alingsås.